# Leopold Fitzinger
Leopold Joseph Franz Johann Fitzinger est un zoologiste autrichien, né le 13 avril 1802 à Vienne et mort le 20 septembre 1884 à Hietzing près de Vienne.

## Biographie
Il se passionne pour l'histoire naturelle et particulièrement les plantes dès son jeune âge. Il devient apprenti chez un pharmacien à l'âge de 14 ans. Il commence à fréquenter l'université de Vienne où il suit les cours de botanique de Nikolaus Joseph von Jacquin mais il interrompt ses études dès 1817. Il devient alors assistant dans le musée d'histoire naturelle de la ville (le Kaiserlich-Königlichen Naturalien-Cabinete), dirigé par le beau-frère de Jacquin, Carl Franz Anton Ritter von Schreibers (1775-1852). Il y travaille durant 27 ans, jusqu'en 1844. Il s'occupe, jusqu'en 1835 des vertébrés inférieurs mais ajoute les mammifères à ses fonctions en 1835.
En reconnaissance de son travail, il obtient un titre de docteur honoraire dans les universités de Königsberg (1833) et Halle (Saxe-Anhalt) (1834). Il quitte le museum en 1861 et dirige pendant quelques années les zoos de Munich et de Budapest.
Fitzinger travaille sur un large spectre d'animaux. En 1826, il fait paraître Neue Classification der Reptilien, essai de classification des espèces en partie basé sur les travaux de ses amis Friedrich Wilhelm Hemprich (1796-1825) et Heinrich Boie (1794-1827). En 1843, il fait paraître Systema Reptilium qui ne couvre en fait que les geckos, les caméléons et les iguanes. Il publie, en 1864, un très populaire atlas mondial des reptiles et des amphibiens comprenant 108 splendides planches.
L’importance de son œuvre est saluée par de nombreuses sociétés savantes à travers le monde qui lui offrent le titre de membre honoraire.
Il est influencé par des philosophes-naturalistes, comme Lorenz Oken (1779-1851), Johann Baptist von Spix (1781-1826) et Johann Jakob Kaup (1803-1873) et est persuadé que la diversité des organismes correspond à un ordre préétabli qui se répète invariablement. Pour Fitzinger, les nombres 3 et 5 doivent se retrouver dans l'organisation de la classification. Il choisit donc ses catégories afin qu'elles correspondent à ce schéma. C'est pour cette raison, qu'il s'oppose aux idées développées par Charles Darwin (1809-1882). Malgré cet aspect très artificiel, de nombreux genres et espèces qu'il a inventés ont été conservés jusqu'à aujourd'hui.

### Publications
- 1826 : Neue Classification der Reptilien, Heubner, Vienne, 128 p.
- 1835 : « Entwurf einer systematischen Anordnung der Schildkröten nach den Grundsätzen der natürlichen Methode ».
- 1843 : Systema Reptilium.
- 1850 : « Über der Proteus anuinus der Autoren ».

### Sources
- Kraig Adler (1989). Contributions to the History of Herpetology, Society for the Study of Amphibians and Reptiles : 202 p.  (ISBN 0-916984-19-2)
- Barbara Herzig-Straschil (1997). Franz Steindachner (1834-1919) and Other Prime Contributiors to the Ichthyological Collection of the Naturhistorisches Museum Wien, Collection building in ichthyology and herpetology (Theodore W. Pietsch et William D. Anderson dir.), Special publication, number 3, American Society of Ichthyologists and Herpetologists : 101-108.  (ISBN 0-935868-91-7)
- Franz Tiedemann et Heinz Grillitsch (1997). A History of the Herpetological Collection at the Naturhistorisches Museum Wien, Collection building in ichthyology and herpetology (Theodore W. Pietsch et William D. Anderson dir.), Special publication, number 3, American Society of Ichthyologists and Herpetologists : 108-114.  (ISBN 0-935868-91-7)